# Torsten Salén
Anders Torsten Salén, född den 16 augusti 1889 i Gudhems församling, Skaraborgs län, död den 12 december 1964 i Berlin, var en svensk jurist. Han var bror till Sven Salén.
Salén avlade juris kandidatexamen 1914 och genomförde tingstjänstgöring 1914–1917. Han var notarie i konstitutionsutskottet 1918 och i särskilt utskott vid urtima riksdagen samma år. Salén blev tillförordnad fiskal i Svea hovrätt 1919, assessor där 1921, ordinarie fiskal 1925, var tillförordnad revisionssekreterare 1925–1926, blev hovrättsråd i Svea hovrätt 1929 och revisionssekreterare 1930. Han var ledamot av de blandade domstolarna i Egypten 1926–1949, lagman i Svea hovrätt 1950–1954, ledamot av utlänningsnämnden 1950–1953 (ordförande 1952–1953) och president i Högsta restitutionsdomstolen i Berlin från 1953. Salén blev riddare av Nordstjärneorden 1931, kommendör av andra klassen av samma orden 1946 och kommendör av första klassen 1955.